# 雄冬
- 日本 > 北海道
  - 石狩市 > 浜益区 > 雄冬
  - 増毛郡 > 増毛町 > 雄冬

雄冬（おふゆ）は、北海道の石狩市浜益区と増毛郡増毛町の市町界をまたいだ地区名であり、両自治体に雄冬の地名が存在する。
住民の多くは漁業移民の末裔であり、ニシン漁の最盛期には秋田県や山形県からの移住を迎えて大いににぎわったが、1955年（昭和30年）ころにニシンが姿を消すと、集落の過疎化が進行するようになった。

## 地名の由来
ヲフイとは元来、雄冬岬を指す名称であった。語源はアイヌ語のウフイ（'uhúy）であり、日本語に訳すと「燃える」となる。あるいは「ウフイ」を "'uhúy-p" と考えることもでき、その場合の日本語訳は「燃えるところ」となる。
『増毛町史』での解釈によると、周辺の海岸は断崖続きで、船の航行時には遭難のおそれがつきまとう場所のため、岬で火を燃やして灯台の役割をさせたとしている。また上原熊次郎の『蝦夷地名考併里程記』では「かつて落雷により浜辺が焼けたため」、山田秀三の『北海道の地名』では「海岸に赤い崖が続くため」とされている。
なお、現在の雄冬集落の南限はユナヲシレヱトやイナヲサキと呼ばれていた。意味はどちらも同じで、日本語訳は「イナウを立てた岬」となる。周辺の海域は船舶航行の難所であるため、イナウを立てて海神に祈りを捧げたことに由来すると考えられる。

## 地理
雄冬は、石狩市浜益区の北端に位置し、雄冬岬の最突端「タンバケ」以北を指す。また増毛町の南西端でもあり、北は雄冬トンネル出入口付近で岩老と接している。
浜益区雄冬と増毛町雄冬の境界線は、トド島（海馬島）から陸地に向けて引かれ、集落を切断している。この不自然な境界線の引き方は、地先漁業権と関連する。
浜益側の住民は数軒程度で、増毛側住民とは同一集落を構成しているにもかかわらず、行政事務やゴミ処理などの生活面で区別されている。このため1971年（昭和46年）の増毛町政懇談会には浜益村（当時）雄冬の住民も参加して、境界線を変更して増毛側に編入してほしいという要望を出している。

## 歴史

### 古代から近世
古代の雄冬の居住者に関して、遺跡からは縄文時代中期の北筒式・円筒上層式の土器、縄文時代晩期の土器、擦文時代の土器が出土している。
1785年（天明5年）、松前藩はそれまでのマシケ場所を2分割し、雄冬岬を境として北を新しいマシケ場所、南をハママシケ場所とした。

### 明治時代
1870年（明治3年）に当地を巡行した宮島幹の『北行日記』によれば、南から雄冬岬を廻った先の海岸には浜益郡と増毛郡の境界標柱が立っていたという。
1871年（明治4年）8月、浜益・増毛両郡を直轄とした開拓使は村名の選定を行い、浜益郡の最北部を雄冬村とした。一方で増毛郡には岩尾村が置かれ、雄冬はその一部とされた。
1882年（明治15年）、浜益郡雄冬村は群別村に編入される。
1896年（明治29年）5月21日、雄冬事件が起きる。
1900年（明治33年）、岩尾村は近隣の5村9町と合併して増毛町となる。また1902年（明治35年）2月には北海道二級町村制の施行により、群別村が茂生村と合併して浜益村となる。雄冬集落の行政区分は、以降の100年間、変わらずに続く。
1900年代（明治40年代）を最後に、雄冬のイオマンテの伝統が絶える。

### 昭和時代
1945年（昭和20年）7月15日15時20分ころ、アメリカ軍の空母艦載機4機が北西から侵入し、爆弾16発を投下したが、被害は軽微に済んだ。ただ、近海を航行中だった日本の軍属用船「七洋丸」と「大正丸」が爆撃と機銃掃射により沈没している。なお、このころまでの雄冬集落は鰊粕干場のため山際に立地していたが、やがて伏流水の湧出地を利用した立地へと移り変わっていった。
1951年（昭和26年）、雄冬漁港が第四種漁港に指定される。
1970年（昭和45年）にNHKが放映したテレビ番組「道北の窓」の影響により、夏に雄冬を訪れる観光客が増加する。
1980年（昭和55年）から観光施設が整備され始め、1982年（昭和57年）には「レストハウスおふゆ」が営業を開始する。

### 平成時代
1999年（平成11年）、雄冬岬展望台が完成。
2002年（平成14年）、雄冬小中学校が閉校して、校舎は「雄冬自然体験館」に転用される。
2005年（平成17年）、浜益村は石狩市と合併して浜益区となる。

## 交通
「陸の孤島」と呼ばれた雄冬にも、国道開通以前から近隣の集落へと通じる道はあった。南の浜益と結ぶ雄冬山道と、東の岩老を経て大別苅に向かうコタン連鎖道路である。ただしこれらはアイヌによる自然発生的な踏み分け道であり、増毛山道のような和人により開削された人工道とは性質を異にする。
よって、かつての人の往来は海上交通が主体であった。近代に入って増毛・雄冬間の定期航路便を最初に開設したのは、汽船「海竜丸」を所有する山本徳次郎である。次いで、増毛町内の花田直太朗が「豊福丸」(19.9トン) や 「霧島丸」(34.7トン) による増毛・雄冬間の定期航路を開き、1933年（昭和8年）から1958年（昭和33年）まで活躍した。
花田の定期便は個人営業だったが、1957年（昭和32年）10月には雄冬海運株式会社が創立した。資本金は25万円で、株主100人は全員が雄冬の住民という、北海道では珍しい「一村一会社」であった。しかし創立直後の雄冬海運には専用の船がなく、天売・焼尻両島運輸会社と「第六天羽丸」(57.25トン) などの傭船契約を結んだものの運航は冬季間に限られ、夏季には漁船をチャーターして凌ぐしかなかった。
1959年（昭和34年）7月、雄冬海運は北海道離島航路整備株式会社から新造船「雄冬丸」(57.25トン) を傭船して継続運航できるようになった。
さらに1968年（昭和43年）の7 - 8月には、「幸進丸」(29.87トン) による雄冬・浜益間の臨時航路を開き、夏季に膨れ上がる観光需要に応えたが、こちらは2年で中止している。
1969年（昭和44年）4月1日からは、「雄冬丸」の後継として鋼鉄船「新おふゆ丸」(78.33トン) が就航した。1976年（昭和51年）時点では増毛-雄冬間を沿岸の歩古丹・岩尾・毛間振を経由する26.0kmのルートで1時間30分で1往復運航していた。
1980年（昭和55年）11月に国道231号の雄冬・大別苅間が仮開通すると、食料品や生活必需品が海上運輸から陸上運種に切り替り、雄冬航路の利用者は激減した。翌1981年（昭和56年）11月10日には国道231号が全面開通する。
1989年（平成元年）時点では増毛-雄冬間直行の14kmを1時間15分で1往復運航し、「新おふゆ丸」は耐用年数をはるかに超えながら就航を続けたが、1992年（平成4年）4月30日の航路休止をもって引退した。

## 雄冬神楽
増毛町無形文化財第1号。継承者たちは12月15日の宮開きから、1月2日の公開日まで練習を重ねて、舞を披露する。
幕末から明治初年にかけて、雄冬には道南や東北の各地から移住者が集まってきたが、出身地がバラバラであるために人心統一せず、若者衆の気風は大変荒々しいものであったという。1879年（明治12年）ころ、とある旅の老人が雄冬の民情を憂い、若者衆に融和協調の必要性を説いて伝授したのが雄冬神楽の原型である。ただしこの老人は名も告げずに立ち去ったため、舞がどこの地方を起源としているのかは明らかでない。
さらに1891年（明治24年）、青森県八戸から移住してきた神楽舞の笛吹き・磯谷福松が、新しい舞を若者衆に伝授した。先の老人の舞に磯谷の舞を合わせることで、独自の舞型を作ったのが現在の雄冬神楽であるため、明確に「どこの流れを汲む神楽」と言い切ることはできない。ともあれ磯谷の教えを受けるころになると、雄冬の住民も一致協力することができるようになっており、以降は代々神楽舞を伝えていった。
雄冬神楽は1932年（昭和7年）結成の「敬神会」から、1941年（昭和16年）に「雄冬青年団」に引き継がれ、さらに1964年（昭和39年）からは「雄冬神楽保存会」が継承しているが、会員の高齢化のため存続が危ぶまれている。

## ギャラリー

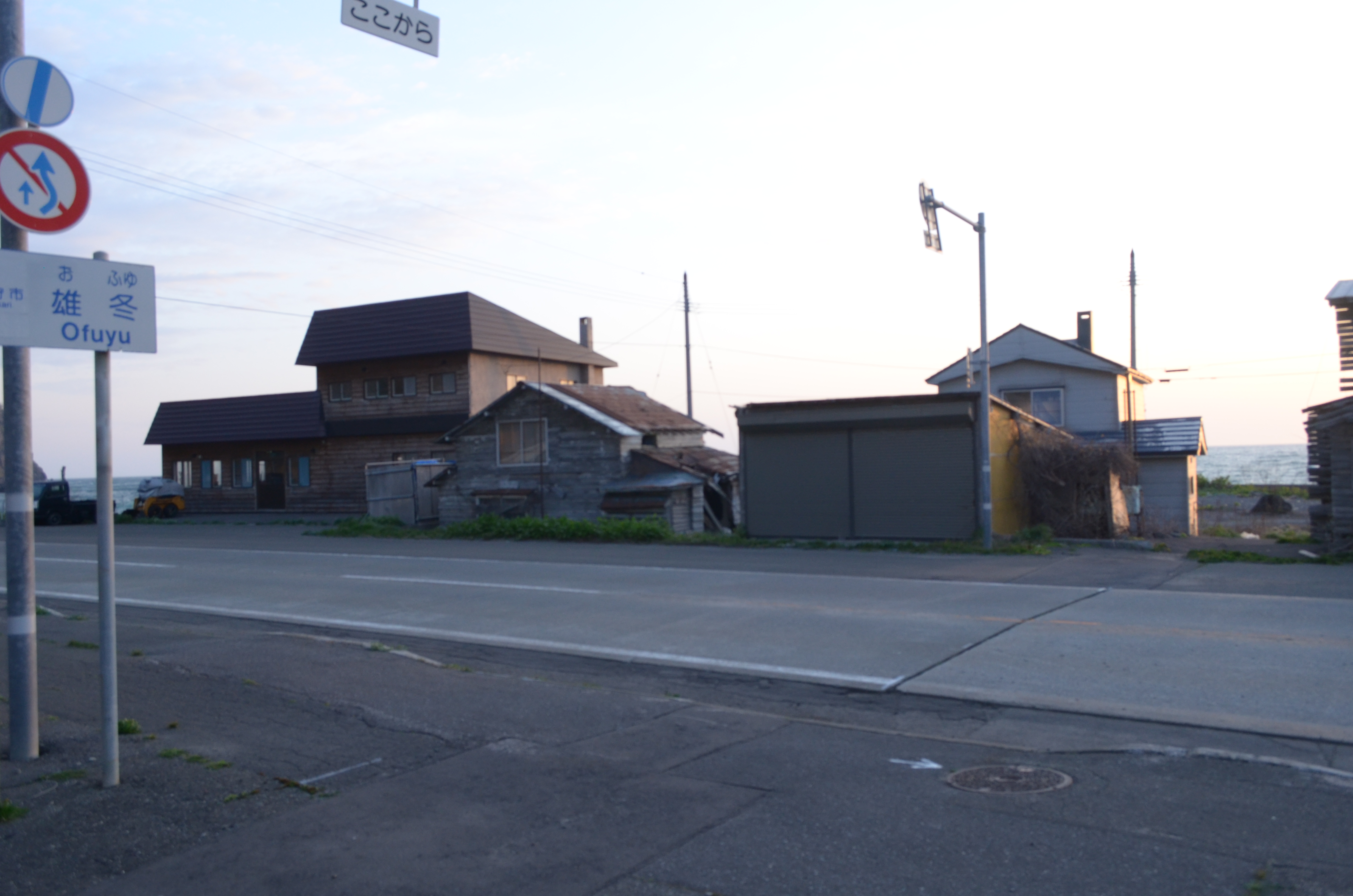
浜益区雄冬と増毛町雄冬の境界
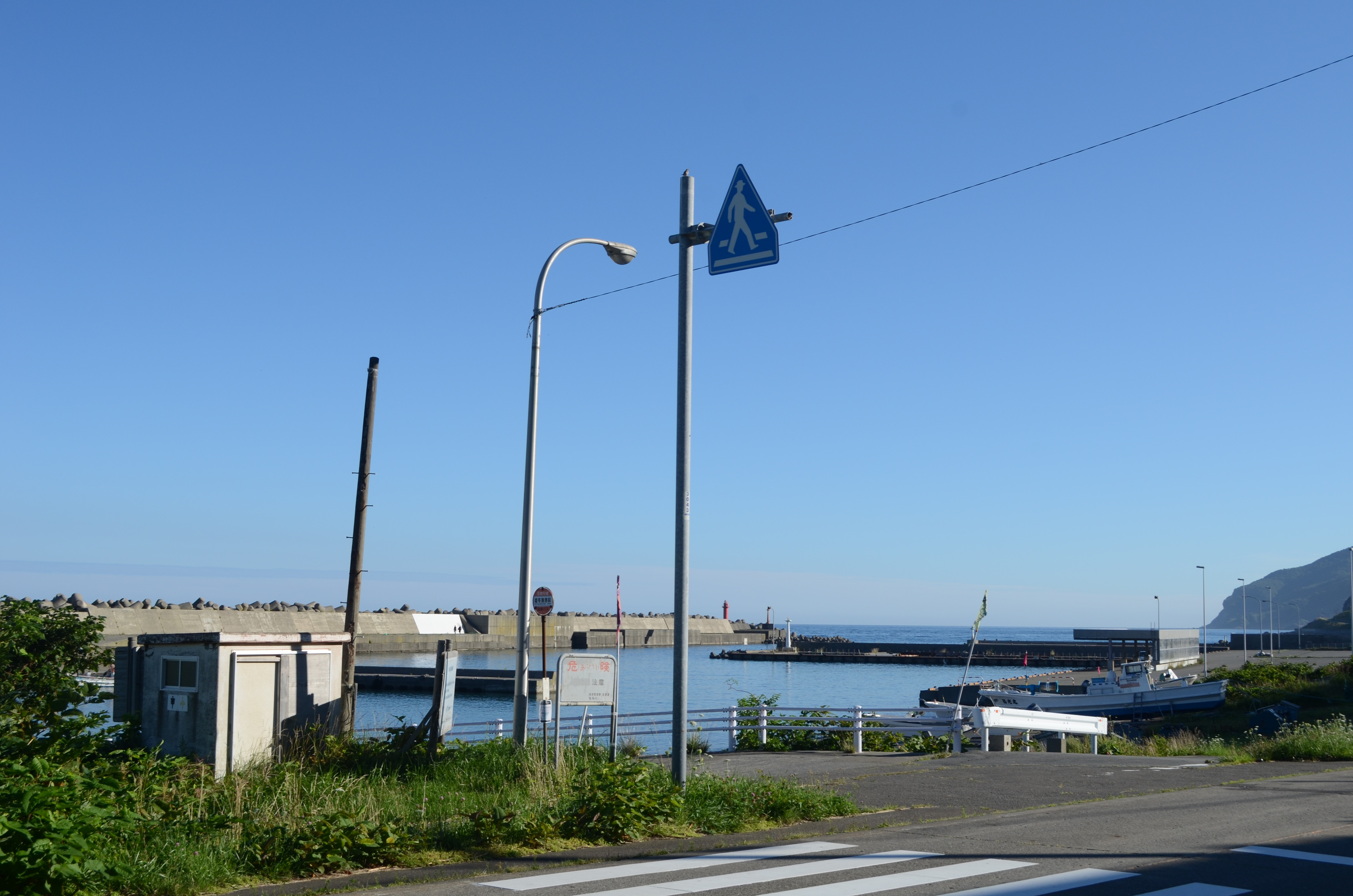
雄冬漁港
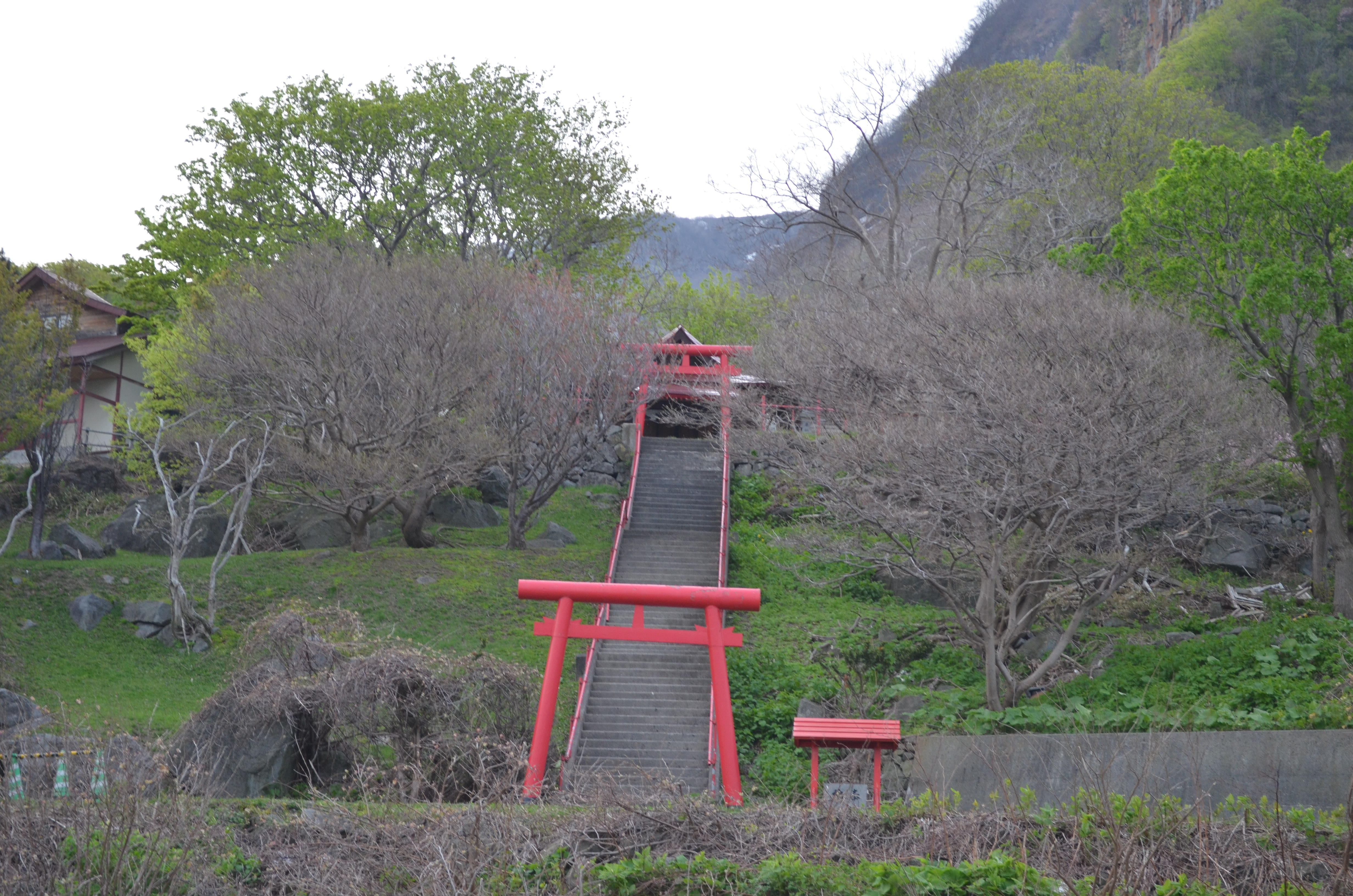
雄冬神社
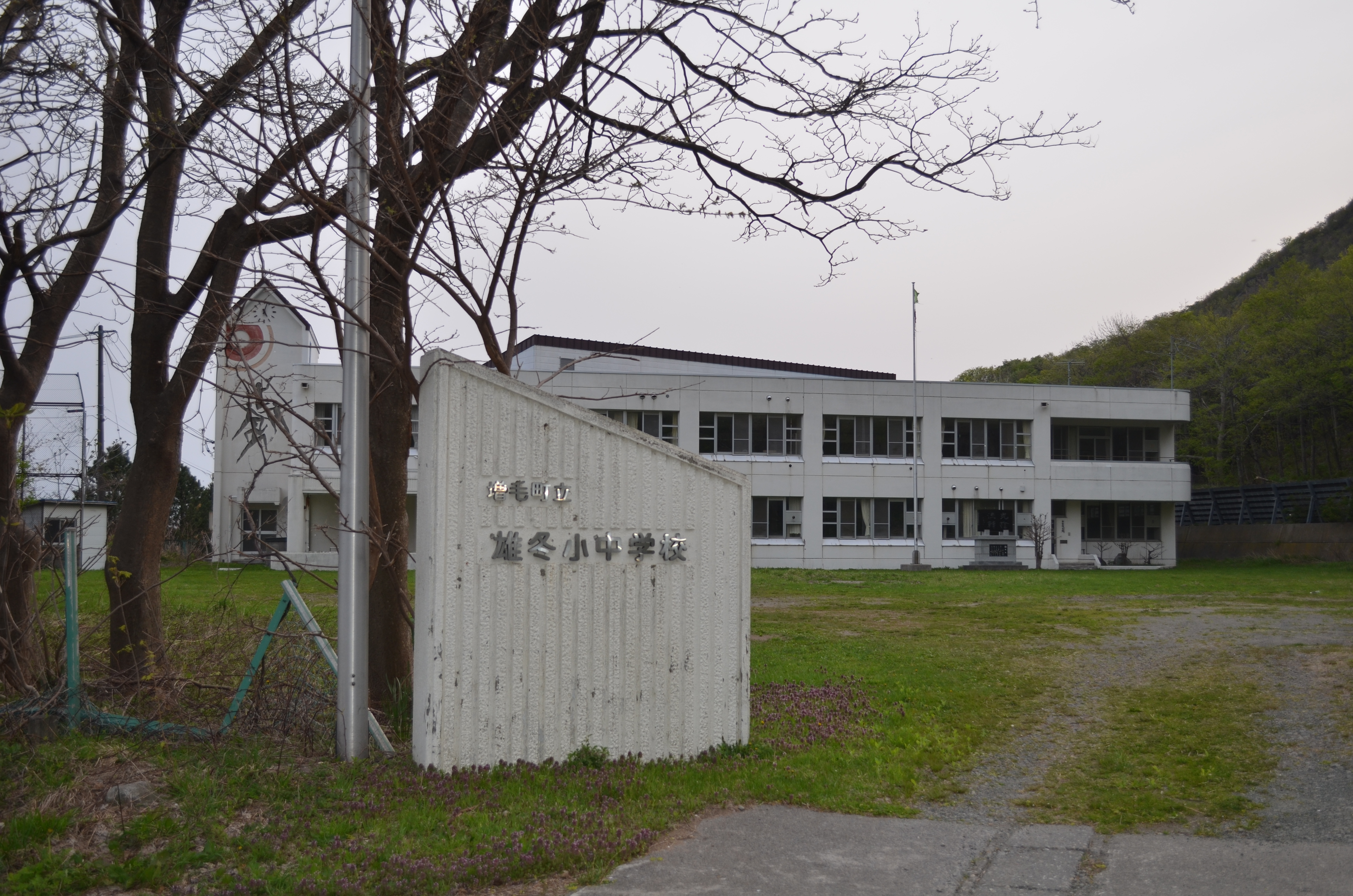
雄冬小中学校

## 著名な出身者
- 琴若央雄 - 大相撲力士

## 作品
- 「駅 STATION」 - 劇中で雄冬の場面、増毛との連絡船が登場する。
- 「Dr.コトー診療所 (テレビドラマ)」 - 特別編で三上医師が務める診療所として雄冬へき地出張診療所が使われた。
- 「ニセコ要塞1986」 - 作中でIBM軍（日本列島防衛軍）の要塞「雄冬要塞」として登場。